# Bihariosaurus bauxiticus
"Bihariosaurus bauxiticus" (la. “lagarto de Bihor”) es la única especie conocida del género fósil "Bihariosaurus" de dinosaurios, ornitópodos, camptosáuridos que vivió a mediados del período Cretácico, hace aproximadamente 96 millones de años, durante el Cenomaniense, en lo que es hoy Europa. Sus restos fueron encontrados en la región de Bihor, en los Montes Cárpatos de Rumania. Fue nombrado pero no descrito por Marinescu in 1989. Sería un iguanodontiano muy similar a Camptosaurus. La publicación original de este taxón no incluyó una descripción suficiente de los fósiles, y a partir de las imágenes del trabajo original no es posible de distinguir de otros ornitópodos, por lo que constituye un nomen nudum.